# Засвятичі
Засвятичі (пол. Zaświatycze, Засьвятиче) — село в Польщі, у гміні Ганна Володавського повіту Люблінського воєводства. Населення — 319 осіб (2011).

## Історія
Під час Другої світової війни у селі діяла українська школа, збудована в 1940 році.
У 1944 році, вже за радянської окупації, мешканці села зверталися до влади з проханням знову відкрити українську школу, на що з формальних причин отримали відмову.
У 1947 році під час операції «Вісла» польська армія виселила зі Засвятич на щойно приєднані до Польщі північно-західні терени багатьох українців, деяким з яких пізніше вдалося повернутися в село зі заслання. 
У 1975—1998 роках село належало до Білопідляського воєводства.

## Населення
Демографічна структура станом на 31 березня 2011 року:
|          | Загалом | Допрацездатний вік | Працездатний вік | Постпрацездатний вік |
| -------- | ------- | ------------------ | ---------------- | -------------------- |
| Чоловіки | 145     | 25                 | 95               | 25                   |
| Жінки    | 174     | 34                 | 78               | 62                   |
| Разом    | 319     | 59                 | 173              | 87                   |